# After Shave (film, 1999)
Pour les articles homonymes, voir After Shave.
 (juillet 2025).
Pour plus de détails, voir Fiche technique et Distribution.
After Shave (1999) est un court métrage français de Noël Mitrani, diffusé sur Canal+ en 1999. Il s'agit du premier court métrage du cinéaste.

## Synopsis
Dans un hypermarché, un marginal propose à une bourgeoise de voler pour elle le sèche-cheveux qu'elle a mis dans son caddie et de le lui revendre moins cher en la retrouvant sur le parking. Elle accepte...

## Fiche technique
- Titre : After Shave
- Année de production : 1999
- Réalisation : Noël Mitrani
- Scénario : Noël Mitrani
- Directeur de la photographie : Christophe Debraize-Bois
- Musique : Antoine Rouher
- Assistant caméra : Marc Romani
- Assistant réalisateur : Michael Donio
- Monteur image : Denis Parrot
- Assistante monteuse : Charlotte Rembauville
- Photographe de plateau : Patrick Sordoillet
- Pays d'origine :  France
- Production : A2L Production
- Producteur : Élie Le Hoangan
- Producteur exécutif : Noël Mitrani
- Co-production : Cristal Concept
- Genre : comédie
- Durée : 12 minutes 30
- Format : super 16 mm
- Date de diffusion : Canal+ (11 septembre 1999)

## Distribution
- Sacha Bourdo : Le marginal
- Fabienne Galula : La bourgeoise
- Tony Gaultier : L'homme sur le parking
- Pascal Parmentier : Un client sur le parking
- Pascale Oudot : Une cliente sur le parking
- Ludovic Molière : Un vigile
- Jean-Marc Montalto : Un vigile
- Valerie Roumanoff : La caissière
- Fabrice Feltzinger : Le clochard
- Romain Altain Aldea : Un vigile

## Festivals
- Festival international du court métrage de Clermont-Ferrand[1] 1999
- Festival International du Film de Beauvais 1999
- Festival du Film Court Francophone de Vaulx-en-Velin : Un poing c’est court 1999
- Le Festival du film court en plein air de Cannes, 2000